# Rumania en los Juegos Olímpicos de Sochi 2014
Rumanía estuvo representada en los Juegos Olímpicos de Sochi 2014 por un total de 24 deportistas que compitieron en 7 deportes. Responsable del equipo olímpico fue el Comité Olímpico y Deportivo Rumano, así como las federaciones deportivas nacionales de cada deporte con participación.
La portadora de la bandera en la ceremonia de apertura fue la biatleta Eva Tofalvi. El equipo olímpico rumano no obtuvo ninguna medalla en estos Juegos.